# Епархия Токантинополиса
 Епархия Токантинополиса  (лат. Dioecesis Tocantinopolitana) — епархия Римско-Католической церкви с центром в городе Токантинополис, Бразилия. Епархия Токантинополиса входит в митрополию Палмаса. кафедральным собором епархии Токантинополиса является собор Пресвятой Девы Марии.

## История
20 декабря 1954 года Римский папа Пий XII выпустил буллу «Ceu pastor», которой учредил территориальную прелатуру Токантинополиса, выделив её из епархии Порту-Насиунала. В этот же день территориальная прелатура Токантинополиса вошла в митрополию Гояса (сегодня — Епархия Гояса).
27 марта 1956 года территориальная прелатура Токантинополиса вошла в митрополию Гоянии.
30 октября 1980 года Римский папа Иоанн Павел II выпустил буллу «Conferentia Episcopalis Brasiliensis», которой преобразовал территориальную прелатуру Токантинополиса в епархию.
27 марта 1996 года епархия Токантинополиса вошла в митрополию Палмаса.

## Ординарии епархии
- епископ Cornélio Chizzini (12.04.1962 — 12.08.1981);
- епископ Aloísio Hilário de Pinho (9.11.1981 — 22.12.1999) — назначен епископом Жатаи;
- епископ Miguel Ângelo Freitas Ribeiro (17.01.2001 — 31.10.2007) — назначен епископом Оливейры;
- епископ Giovane Pereira de Melo (4.03.2009 — по настоящее время)

## Источник
- Annuario Pontificio, Ватикан, 2005
- Булла Ceu pastor, AAS 47 (1955), p. 257  (лат.)